# Ransdalerveld

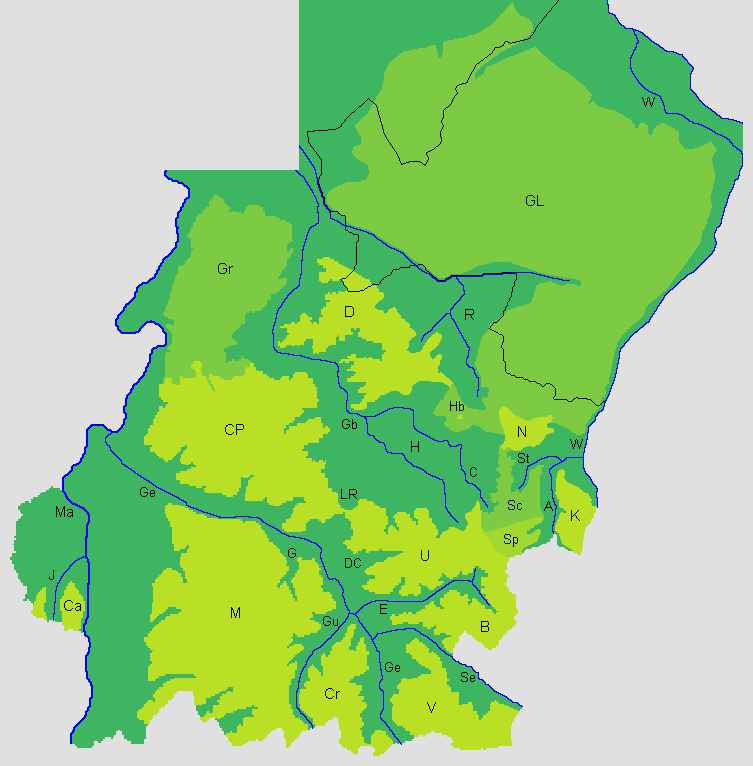
LR. Ransdalerveld

Het Ransdalerveld of Laagte van Ransdaal is een laagte in het Heuvelland in het zuiden van de Nederlandse provincie Limburg. De laagte vormt een fysieke scheiding tussen twee plateaus; het Centraal Plateau (de hoogte van Klimmen) en het Plateau van Ubachsberg en verbindt het Geuldal met het Bekken van Heerlen.  Het gebied is genoemd naar het dorp Ransdaal, dat midden in deze laagte is gelegen.

## Geografie
Het Ransdalerveld is ontstaan door de samensmelting van twee afzonderlijke beekdalen; het beekdal van de Scheumerbeek en het beekdal van de Hoensbeek. De Scheumerbeek stroomt vanuit Ransdaal in zuidwestelijke richting naar de Geul en de Hoensbeek in noordoostelijke richting naar de Geleenbeek.
Het Ransdalerveld is een licht glooiend landelijk landschap dat bestaat uit akkers en weilanden en loopt van noordoost naar zuidwest lichtelijk af. Slechts een geringe hoogte scheidt beide beekdalen; dit punt ligt op ongeveer 120 meter boven NAP nabij de sportvelden ten noorden van Ransdaal. In het noorden wordt het begrensd door de Koulenberg (140 meter) en in het zuiden door de Schaapsdries (168 meter) en de Vrakelberg (177 meter).  Naast het dorp Ransdaal liggen in het gebied de buurtschappen Lubosch, Opscheumer en Termoors.
De spoorwegen maakten in 1914 praktisch gebruik van deze laagte met de aanleg van de spoorlijn Heerlen - Schin op Geul.